# 红嘴翠蜂鸟
红嘴翠蜂鸟（学名：Chlorostilbon gibsoni），是雨燕目蜂鸟科的一种鸟类。
红嘴翠蜂鸟体重约2.61克，翼长约49.4毫米，嘴峰长约19.2毫米，喙宽度约1.9毫米，喙厚度约1.5毫米，跗蹠长约5毫米，尾长约28.1毫米。红嘴翠蜂鸟是部分迁徙的鸟类，其栖息在半开放的中等高度的林地中，食性为草食性，主要食物来源是植物的花蜜。

## 亚种
- ：分布于哥伦比亚马格达莱纳河谷上游。
- ：分布于哥伦比亚北部。
- ：分布于哥伦比亚极东北部和委内瑞拉西北部。[4]